# Himmelskönig, sei willkommen
Himmelskönig, sei willkommen (in tedesco, "Benvenuto, re dei cieli"), BWV 182, è una cantata sacra di Johann Sebastian Bach, eseguita a Weimar il 25 marzo 1714.

## Storia
In seguito alla sua promozione (divenne konzertmeister della corte di Weimar nel marzo 1714), Bach era tenuto a comporre una cantata al mese.
Himmelskönig, sei willkommen venne scritta ed eseguita quello stesso anno per la festività della Domenica delle Palme (che cadeva il 25 marzo).
A parte il terzo e il penultimo movimento, il testo è di Salomo Frank (tuttavia non si è sicuri di questa attribuzione).
Il libretto attinge da tre fonti: il salmo n° 40 (sul quale è basato il terzo movimento), la parte del Vangelo secondo Matteo che narra dell'entrata di Gesù a Gerusalemme (che ha ispirato Salomo Frank per il testo del coro d'apertura) e una stanza dal corale Jesu Leiden, Pein und Tod di Paul Stockmann (usata nel settimo movimento).

## Struttura
Il lavoro è costituito da otto movimenti (quantità insolitamente alta rispetto alle altre cantate scritte in quel periodo).
Si apre con un'introduzione strumentale, definita come sonata (a dispetto del più usato termine sinfonia). Questa si articola come un dialogo in stile fugato tra flauto dolce e violino, il tutto sostenuto da archi e basso continuo (che eseguono una parte in pizzicato).
Segue il coro Himmelskönig sei willkommen, sempre in impostazione fugata, che coinvolge tutta la massa corale, più l'orchestra al completo. In seguito all'unico recitativo (eseguito dal basso) si trovano tre arie di fila: la prima è per basso solista, archi e continuo; la seconda per contralto solista, flauto dolce e continuo; la terza per tenore solista e continuo.
La cantata si conclude con due brani per coro e orchestra: il primo basato su una strofa del corale di Stockmann; il secondo (in ritmo ternario) riconduce al clima di apertura, esprimendo gaiamente il desiderio dei fedeli di entrare a Gerusalemme accompagnando il Salvatore.

## Movimenti
- 1 Sonata (flauto dolce, violino concertante, viola I e II, continuo)
- 2 Himmelskönig, sei willkommen (tutti)
- 3 Siehe, siehe, ich komme basso, continuo
- 4 Starkes Lieben (basso, violino concertante, viola I e II, continuo)
- 5 Leget euch dem Heiland unter (contralto, flauto dolce, continuo)
- 6 Jesu, lass durch Wohl und Weh (tenore, continuo)
- 7 Jesu, deine Passion ist mir lauter Freude (tutti)
- 8 So lasset uns gehn in Salem der Freuden (tutti)